# 小出八郎右衛門
小出 八郎右衛門（こいで はちろうえもん、天保11年10月1日（1840年10月25日） - 明治43年（1910年）11月12日）は、日本の実業家、政治家。衆議院議員。

## 来歴
信濃国更級郡稲荷山村（現長野県千曲市）生まれ。幼名は鶴治。長じて家業を継ぎ、材木商から蚕種製造業に転換した。商用で横浜へ赴き、銀行業務の実際を学び帰郷。明治14年（1881年）稲荷山銀行を設立し、専務取締役となり、松方デフレの難局を乗り切った。また同20年（1887年）には小坂善之助とともに、長野県の為替業務を扱う「真彰社」を再建し、信濃銀行と改称し支配人に就任した。さらに同26年（1893年）経営難に陥った松代の第六十三国立銀行を稲荷山銀行と合併させ、稲荷山に本店を移転した。同31年（1898年）には地方産業振興のために制度金融を行う長野農工銀行を設立し、初代頭取に就任した。
その他、私財を投じて地元の産業の発展に尽くし、明治16年（1883年）に有志と電信架設を稲荷山に実現するための運動を興し、当時の金額で四千円余りを献納、さらに稲荷山駅と屋代駅間の道路改修に多額の寄付をした。同41年（1908年）には長野区裁判所稲荷山出張所の誘致のため用地を寄付して完成させた。
明治5年（1872年）に稲荷山村戸長、同14年（1881年）長野県会議員となり、同36年（1903年）第8回衆議院議員総選挙に立憲政友会から出馬し当選した。